# 勝山合戰
勝山合戰（日语：／ Katsuyamakassen）是甲斐武田家在永正5年10月4日（1508年10月27日）爆發的一場內亂，合戰最終由武田信虎取得勝利，武田宗家的糾紛亦就此結束。合戰地點勝山位於甲府盆地南邊，地處甲斐和駿河國境之間的軍事要害中道往還，沿途建有勝山城。

## 內亂先兆
明應元年（1491年），武田宗家內爆發爭奪家督之位的事件，最終武田信繩擊敗其父武田信昌成為家督，並且逼使信昌隱居。其後，在延德4年（1492年）6月，信昌、次子油川信惠和信繩再度因家督問題內訌，最初信昌和信惠方面佔優，直至明應2年（1493年）為止，信繩仍然處於劣勢。然而，翌年3月26日，信繩大勝信惠軍，但是卻同時失去大量有力的支持者，導致雙方的爭鬥陷入膠著狀態。
與此同時，伊豆的堀越公方足利政知死去，由其子足利茶茶丸繼承，北條早雲趁機進攻茶茶丸，戰敗的茶茶丸從伊豆逃亡至甲斐。為此，早雲與駿河的今川氏親一同進攻甲斐。明應7年（1498年），為了對抗外敵，信昌三父子以大地震為契機達成和解。通過和解，信昌實際上承認由信繩繼承家督之位，武田宗家則以隱居的信昌和當主信繩共同管治的形式持續下去。
永正2年（1505年）9月16日，信昌死去。兩年後的2月14日，信繩亦死去，宗家的家督之位由信繩的嫡子，年僅14歳的武田信虎繼承。對此，信惠聯同其弟岩手繩美、栗原昌種、河村重家、表兄弟小山田彌太郎、工藤氏、上條彥七郎和加藤氏等等聯合舉兵，打破和約。

## 合戰
永正5年（1508年）10月4日，信虎在勝山大勝信惠軍，不單信惠，其兒子彌九郎、清九郎、珍寶丸，岩手繩美、栗原昌種和河村重家等油川一族及有力家臣大多戰死。12月，彌太郎和彥七郎再度反抗信虎，但是在12月5日於國中的戰鬥中雙雙戰死。為此，工藤氏和小山田平三拜托早雲讓他們逃至伊豆韮山（現靜岡縣韮山町內）。小山田家的勢力亦大幅減弱。永正6年（1509年）信虎攻進小山田家的根據地郡內，並且焚毀該地，成功重創小山田氏。永正7年（1510年）春天，彌太郎的嫡子小山田信有以實際上投降的形式與信虎議和，由於信虎希望兩家融洽相處，因此將他的妹妹嫁給信有，令到小山田家以婚姻同盟的形式從屬於武田宗家。
合戰結束長達20年的武田宗家內亂。雖然及後，武田宗家仍然持續在甲斐與反抗的庶家和國人領主戰鬥不斷，亦面對甲斐外不同勢力的進攻，但是宗家中的內部糾紛直至信虎被武田晴信流放為止，未再發生。對此，很大程度上是因為反信虎勢力的頭號人物在合戰中悉數戰死，失去大義名分的殘餘勢力亦難以反擊。加上信惠等反對派勢力大幅衰退，同時這場合戰亦成為武田宗家統一甲斐的第一步。